# عبد الرحيم صبري باشا
عبدالرحيم صبري باشا كان محافظ القاهرة من عام 1917 حتى 1919، وشغل منصب وزير الزراعة. كان والد الملكة نازلي، وبالتالي جد الملك فاروق الأول.

## سيرة ذاتية
والده هو حسين صبري الذي عمل كمحافظ لعدة أقاليم.
تزوج عبدالرحيم صبري باشا من توفيقة هانم، ابنة محمد شريف باشا، وانجبت منه خمسة أولاد:
• نازلي صبري (1894–1978)
• شريف صبري باشا
• أمينة صبري (1906-1925)
• حسين صبري باشا
• نوال عبدالرحيم صبري
توفت ابنته نوال في عمر السادسة، وحزن عليها ابوها كثيراً، فسمى سراياه على اسم ابنته نوال.
كان عبد الرحيم صبري باشا محافظاً للمنوفية من 1913 إلى 1917. خلال تلك الفترة، بنى علاقة قوية مع الأمير فؤاد (الذي أصبح الملك فؤاد فيما بعد). وعندما أصبح فؤاد الأول السلطان، شغل عبد الرحيم صبري منصب محافظ القاهرة من عام 1917 حتى عام 1919. وبعد أن تزوج الملك فؤاد الأول من نازلي صبري، عين عبد الرحيم صبري باشا وزيراً للزراعة في مايو 1919.
توفى عبدالرحيم صبري باشا في الإسكندرية في 26 اغسطس عام 1930.